# KAI T-50 Golden Eagle
KAI T-50 Golden Eagle este un avion de antrenament si un avion de luptă multirol sud-coreean.

## Avioane similare
- Chengdu J-10
- F-16 Fighting Falcon
- Mitsubishi F-2